# Omar Artan
Omar Abdulkadir Artan (* 1992) ist ein somalischer Fußballschiedsrichter. Seit 2018 steht er als dieser auf der FIFA-Schiedsrichterliste.

## Karriere

### Klubmannschaften
Das erste bekannte Spiel der CAF Champions League unter seiner Leitung war am 6. Dezember 2020 ein Vorrundenspiel zwischen Le Messager Ngozi und den Young Buffaloes.

### Nationalmannschaften
Am 8. Dezember 2019 leitete er ein Freundschaftsspiel zwischen Sansibar und dem Sudan. Danach folgten weitere Einsätze bei Freundschafts- und auch Qualifikationsspielen für Weltmeisterschaften und den Afrika-Cup.
Im Jahr 2023 sammelte er dann noch Einsätze beim U-20-Afrika-Cup 2023 und U-23-Afrika-Cup 2023.
Am 22. Dezember 2023 wurde er für den Africa-Cup 2024 nominiert.